# Finest Selection: The Greatest Hits
„Finest Selection: The Greatest Hits“ е първият сборен и последен албум на британската поп-група Сатърдейс издаден през август 2014. Албумът достига номер десет във Великобритания и получава златна сертификация.

## Списък с песните

### Оригинален траклист (диск 1)
1. „What About Us“ (със Шон Пол)	– 3:41
2. „Higher“ (с Фло Райда) – 3:18
3. „Ego“ – 3:03
4. „All Fired Up“ – 3:12
5. „What Are You Waiting For?“ – 3:25
6. „Up“ (сингъл mix) – 3:24
7. „Forever Is Over“ (радио редактиран) – 3:24
8. „Issues“ (радио mix) – 3:35
9. „Disco Love“ – 3:14
10. „Notorious“ – 3:11
11. „Missing You“ – 3:41
12. „Work“ (Phil Tan радио mix) – 3:13
13. „Not Giving Up“ (радио mix) – 3:19
14. „30 Days“ – 3:04
15. „808“ – 3:12
16. „Gentleman“ – 3:40
17. „If This Is Love“ (радио редактиран) – 2:56
18. „Walking Through the Desert“ – 3:22
19. „My Heart Takes Over“ – 4:06
20. „Just Can't Get Enough“ (радио mix) – 3:07

### Делукс издание и Супер делукс издание (диск 2)
1. „Not That Kinda Girl“ – 3:09
2. „Flashback“ – 3:13
3. „Wildfire“ – 3:37
4. „Beggin'“ – 3:09
5. „Turn Myself In“ – 3:35
6. „Love Come Down“ – 3:32
7. „Ladykiller“ – 3:20
8. „I Can't Wait“ – 3:43
9. „Somebody Else's Life“ (акустика) – 3:16
10. „Had It with Today“ – 3:15
11. „Ready to Rise“ – 3:33
12. „So Stupid“ – 3:23
13. „What Am I Gonna Do“ – 3:16
14. „On the Radio“ – 3:52
15. „Unofficial“ – 3:53
16. „Golden Rules“ – 3:50
17. „Bigger“ – 2:51
18. „Crashing Down“ – 3:10
19. „When Love Takes Over“ – 3:51

### Супер делукс издание (DVD)
1. „If This Is Love“
2. „Up“
3. „Issues“
4. „Just Can't Get Enough“
5. „Work“ (Phil Tan радио mix)
6. „Forever Is Over“
7. „Ego“
8. „Missing You“
9. „Higher“ (с Фло Райда)
10. „Notorious“
11. „All Fired Up“
12. „My Heart Takes Over“
13. „30 Days“
14. „What About Us“ (със Шон Пол)
15. „Gentlemen“
16. „Disco Love“
17. „Not Giving Up“
18. „What Are You Waiting For?“